# Паркер-Боулз, Том
Томас Генри Чарльз Паркер-Боулз (англ. Thomas Henry Charles Parker Bowles; род. 18 декабря 1974) — британский писатель и пищевой критик. Паркер Боулз является автором семи кулинарных книг и в 2010 году получил премию Гильдии писателей еды за свои работы о британской еде. Он известен своими выступлениями в качестве судьи в многочисленных телевизионных продовольственных сериалах и своими обзорами ресторанных блюд по всей Великобритании и за рубежом для GQ, Esquire и The Mail on Sunday.
Паркер Боулз — сын Камиллы, королевы Великобритании, и бригадира Эндрю Паркера Боулза. Его отчим и крестный — Карл III. У него есть младшая сестра, Лора Лопес.

## Ранняя жизнь и образование
Том Паркер Боулз родился 18 декабря 1974 года в Лондоне. Он вырос в поместье Болдайд в Эллингтоне, графство Уилтшир, а позже в Миддлвик-хаусе в Коршеме, Уилтшир. Он и его сестра Лаура были воспитаны в католической вере. Их отец, и бабушка по отцовской линии, дама Энн Паркер Боулз, были католиками. Как и его отец, он находится в отдаленной линии наследования титула графа Макклсфилд.
Паркер-Боулз получил образование в подготовительной школе Summer Fields в Оксфорде. В 1980-х годах он и его сестра посещали подготовительную школу Хейвуда в Коршеме. Позднее он учился в Итонском колледже и Вустерском колледже в Оксфорде. Паркер Боулз утверждает, что сразу после окончания школы он влюбился в пишущую еду и цитирует кулинарные навыки и рецепты своей матери как то, что вдохновило его стать писателем еды.

## Карьера
С 1997 по 2000 год Томас Паркер-Боулз был младшим публицистом в фирме по связям с общественностью Dennis Davidson Associates. В 2001 году он стал продовольственным обозревателем Tatler.
С 2002 года по настоящее время он является пищевым писателем, критиком и телеведущим. Он является ресторанным критиком The Mail on Sunday и пищевым редактором Esquire . Он также является редактором Conde Nast Traveller (Великобритания и США) и Departures (США), а также постоянным участником Country Life, Harpers Bazaar и Town and Country.
С 2007 по 2010 год Томас Паркер-Боулз  вместе с Мэтью Фортом и Мэттом Теббаттом вёл программу "Market Kitchen" на канале Good Food Channel, а также в течение года вёл программу «Еда и напитки» на радиостанции LBC . Он был судьей на Food Glorious Food и австралийском канале Nine Network. В 2017 году он был судьей, наряду Мэттом Мораном и Анной Поливиу в 1 серии в Family Food Fight (канал девяти Австралия) и снимали две серии Family Food Fight, который был показан в конце 2018 года. Он также является одним из постоянных критиков MasterChef (Би-би-си 1). В 2014 году Паркер Боулз был назван одним из 10 самых популярных британских ресторанных критиков в Twitter.

## Кулинарные книги
Первая книга Паркера Боулза, опубликованная в 2004 году, была «Е — значит еда: алфавит жадности». Его следующая книга, «Год опасной еды: глобальное приключение в поисках кулинарных крайностей», была опубликована издательством Ebury в 2007 году. Его третья книга, «Настоящий английский завтрак: встречи с британцами и их едой», была опубликована в 2009 году и получил премию гильдии продовольственных писателей 2010 года за лучшую работу о британской еде. Его следующая книга «Давайте есть: рецепты из моей кухонной книжки», это сборник его любимых рецептов из детства, собранных со всего мира и написанных с учётом интересов повара-любителя. Книга была издана в St. Martin’s Press в 2012 году. В октябре 2014 года он выпустил свою пятую книгу «Давайте есть мясо: рецепты первоклассных нарезок, дешевых кусочков и великолепных обрезок мяса». Его седьмая книга, «Fortnum & Mason: рождественские и другие зимние угощения», была выпущена в октябре 2018 года.

## Деловые предприятия
В ноябре 2011 года Томас Паркер-Боулз вместе с писателем Мэтью Фортом и фермером Рупертом Понсонби запустили закуску из свинины под названием Mr Trotter’s Great British Pork Crackling. Благодаря хорошим отзывам и успешным продажам закуски, в 2013 году они запустили пивной бренд под названием Mr Trotter’s Chestnut Ale, который был произведен в партнерстве с пивоваренной компанией Lancaster и считается первым каштановым пивом, произведенным в Великобритании.

## Личная жизнь
10 сентября 2005 года, после пяти лет знакомства, Томас Паркер-Боулз женился на Саре Байс, помощнице редактора журнала Harpers & Queen и старшем редакторе журнала British Town & Country. Свадьба состоялась в англиканской церкви Святого Николая в Ротерфилд-Грейс, Оксфордшир. Его двоюродный брат Бен Эллиот был его шафером. У супругов есть двое детей: Лола (2007) и Фредди (2010).

## Публикации
- E is for Eating: An Alphabet of Greed. (2004). Long Barn Books. ISBN 978-1902421100
- The Year of Eating Dangerously: A Global Adventure in Search of Culinary Extremes  (2007). Ebury. ISBN 978-0091904913
- Full English: A Journey Through the British and Their Food. (2009). Ebury. ISBN 978-0091926687
- Let’s Eat: Recipes from My Kitchen Notebook. (2012). St. Martin’s Press. ISBN 978-1250014337
- Let’s Eat Meat: Recipes for Prime Cuts, Cheap Bits and Glorious Scraps of Meat. (2014). Pavilion. ISBN 978-1909108318
- The Fortnum & Mason Cookbook. (2016). Harper Collins. ISBN 978-0008199364
- Fortnum and Mason: Christmas and Other Winter Feasts. (2018). Fourth Estate Ltd ISBN 978-0008305017